# Звіринець (Київ)
Звіри́нець — історична місцевість Києва між Печерськом, Видубичами, Теличкою і Чорною Горою. Простягається вздовж бульвару Миколи Міхновського (кінцевої частини), вулиць Бастіонної, Звіринецької, Ломаківської, Старонаводницької.

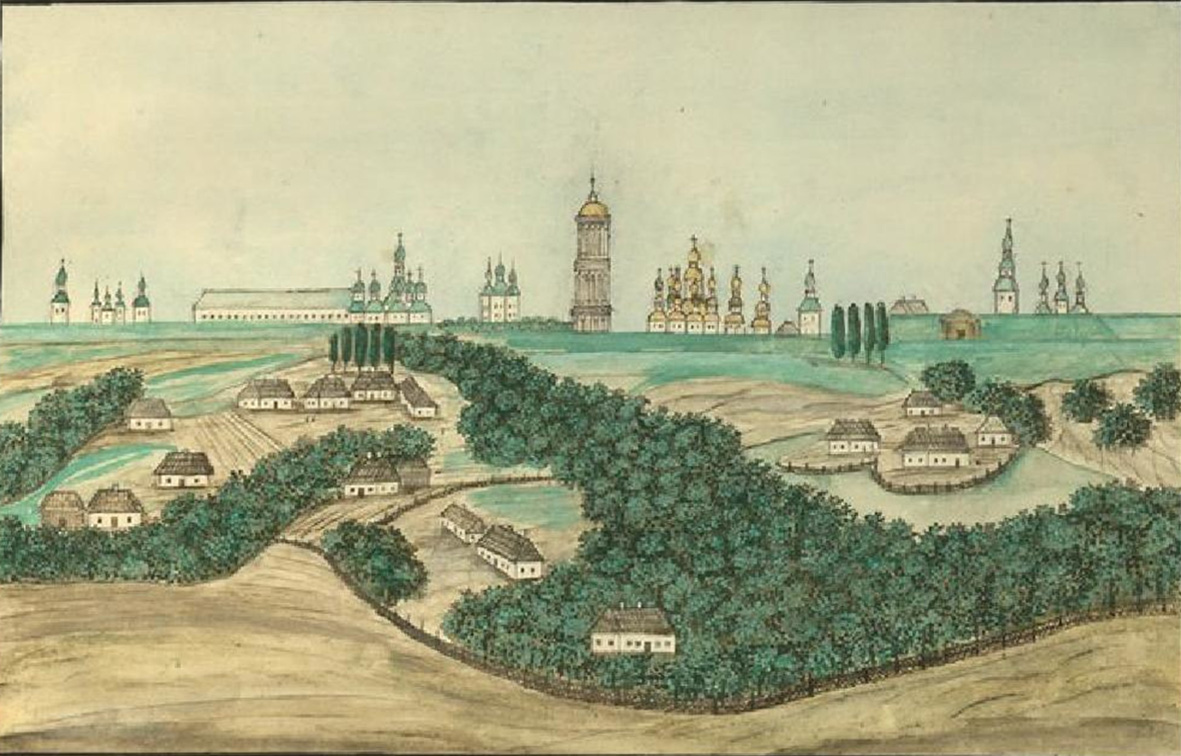
Де ля Фліз. Звіринець (1854)

Відома з часів Київської Русі. Назва, ймовірно, походить від місця полювань київських князів на дикого звіра. Тут містився Красний двір — одна з княжих резиденцій. З X століття існували подібні до лаврських Звіринецькі печери (відкриті у 1880-х рр.), в яких діяв печерний монастир (зруйнований 1096—1097 половцями). Після монголо-татарської навали на 3віринці виникло однойменне поселення, яке належало Видубицькому монастирю.
1810 року — закладено Звіринецький форт.
З XIX століття існує Звіринецьке кладовище (в кінці вул. Верхньої).

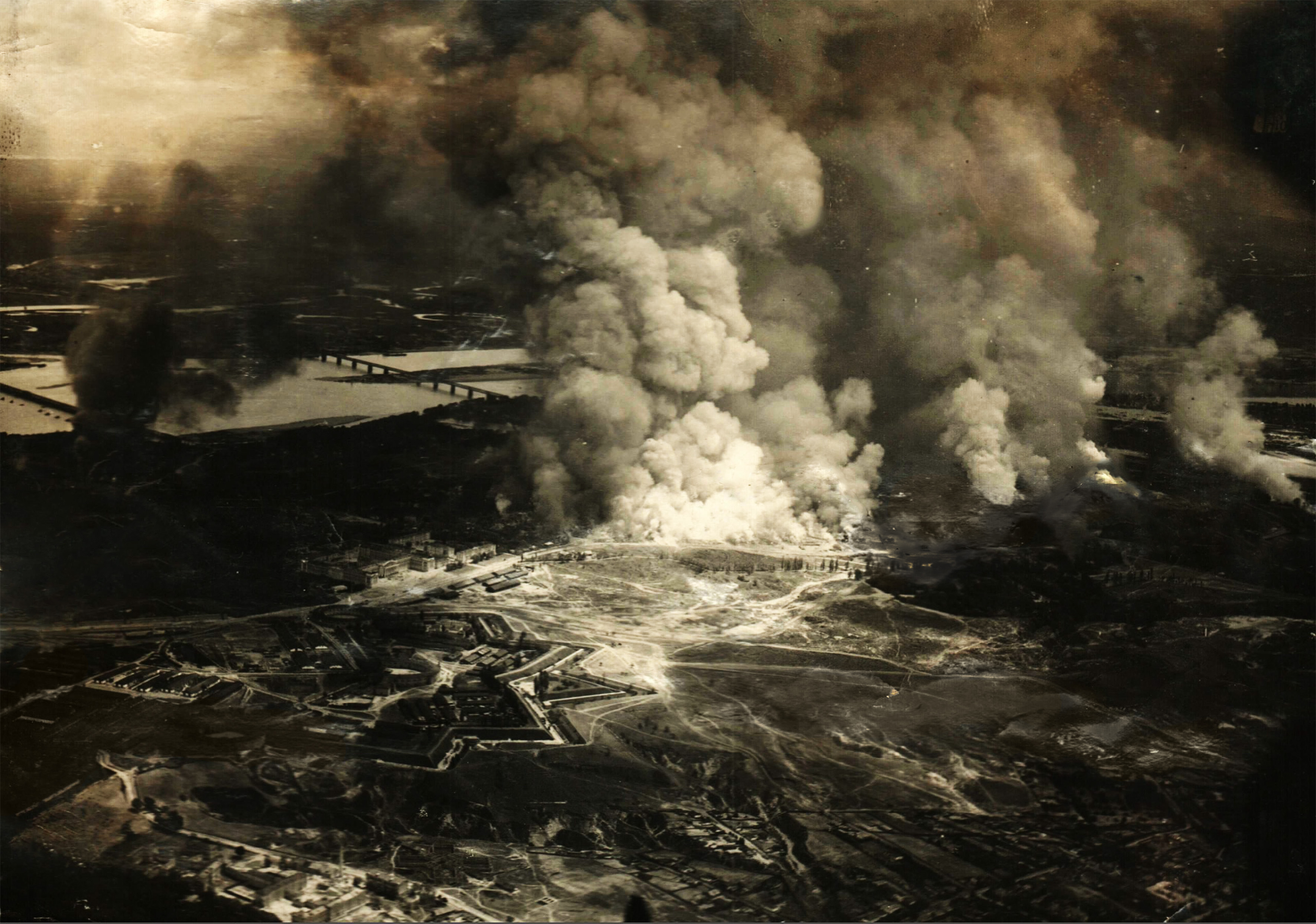
Вибухи артскладів на Звіринці 1918 року

1918 року — внаслідок вибуху на артилерійських складах більшу частину колишньої забудови 3віринця зруйновано.
Нині Звіринець став частиною Печерська (тобто Печерського району Києва), а тому назва «Звіринець» використовується лише шанувальниками київської історії. Досі існує Звіринецьке кладовище, Звіринецькі печери на вулиці Ломаківській та вулиця Звіринецька, яка до 1975 року була забудована одноповерховими приватними будинками, а 2008 року тут побудували елітарний будинок-хмарочос «Тріумф».
Частину території Звіринця займає Національний ботанічний сад імені Миколи Гришка НАН України.